# Necochea (município)
Necochea é um partido (município) da província de Buenos Aires, na Argentina. Possuía, de acordo com estimativa de 2019, 95.783 habitantes.